# Los Pinos
Los Pinos eller Residencia Oficial de los Pinos var officiellt residens för Mexikos president från 1934 till 2018. 

## Bakgrund
Fastigheten, som ligger i centrala Mexico City, köptes på 1850-talet av José Pablo Martínez del Río och han byggde ranchen kallad La Hormiga (myran).  Byggnaderna var i engelsk lantstil mitt i ett skogsparti. Första presidenten som bode där var Lázaro Cárdenas som vid sin installation 30 november 1934 uttryckt att Castillo de Chapultepec var för lyxigt för en mexikansk president. Han flyttade till La Hormiga men bytte namnet till Los Pinos för att bättre passa en president. Namnet kommer av den plats där Cárdenas friade till sin fru.
Officiell status som presidentresidens fick Los Pinos först 1941 under president Manuel Ávila Camacho.
Under åren har flera om- och tillbyggnader skett och fastigheten blev så småningom 14 gånger så stor som Vita huset i Washington, D.C..
I övrigt har även följande presidenter bebott husen: Miguel Alemán, Adolfo Ruiz Cortines, Adolfo López Mateos, Gustavo Díaz Ordaz, Luis Echeverría, José López Portillo, Miguel de la Madrid, Carlos Salinas de Gortari, Ernesto Zedillo Ponce de León, Vicente Fox, Felipe Calderón Hinojosa och senast Enrique Peña Nieto.
Efter presidentvalet 2018 flyttade den tidigare presidenten ut och huset öppnades för allmänheten den 1 december 2018.